# Estrées-lès-Crécy
Pour les articles homonymes, voir Estrées et Crécy.
Estrées-lès-Crécy est une commune française située dans le département de la Somme, en région Hauts-de-France.
Depuis juillet 2020, la commune fait partie du parc naturel régional Baie de Somme - Picardie maritime.

## Géographie

### Localisation
Estrées-les-Crécy est un village picard du Ponthieu.
Limitrophe de Crécy-en-Ponthieu, la localité est située, à vol d'oiseau,  à 15 km au sud-ouest d'Hesdin-la-Forêt, 18 km au nord-est d'Abbeville et à 48 km au nord-ouest d'Amiens.
Le territoire de la commune est limitrophe de ceux de cinq communes.
Les communes limitrophes sont  Brailly-Cornehotte, Crécy-en-Ponthieu, Dompierre-sur-Authie, Fontaine-sur-Maye et Le Boisle.

### Sol, sous-sol, hydrographie, relief
Le sol est argileux sur Branlicourt, calcaire sur Crécy, siliceux sur Bézancourt. Des grès sont présents dans le sous-sol.
Les puits qui fournissent l'eau aux habitants en 1899 sont creusés à une profondeur moyenne de 40 mètres.
Le plateau sur lequel s'étend le village est de faible altitude. Il est limité au sud-ouest par la vallée de la Maye et au nord par les hauteurs de la vallée de l'Authie.
En 1899, deux écarts correspondant à des fermes, sont signalés pour la localité : Branlicourt à 1,5 km et le Bois d'Ausse à 3 km.

### Transports routiers
La localité est desservie par la ligne de bus n°16 (Hesdin - Abbeville) du réseau Trans'80, Hauts-de-France. La société Voyages Dumont effectue le service chaque jour sauf pendant les vacances scolaires, le dimanche et les jours fériés.

### Hydrographie
La commune est située dans le bassin Artois-Picardie. Elle n'est drainée par aucun cours d'eau.

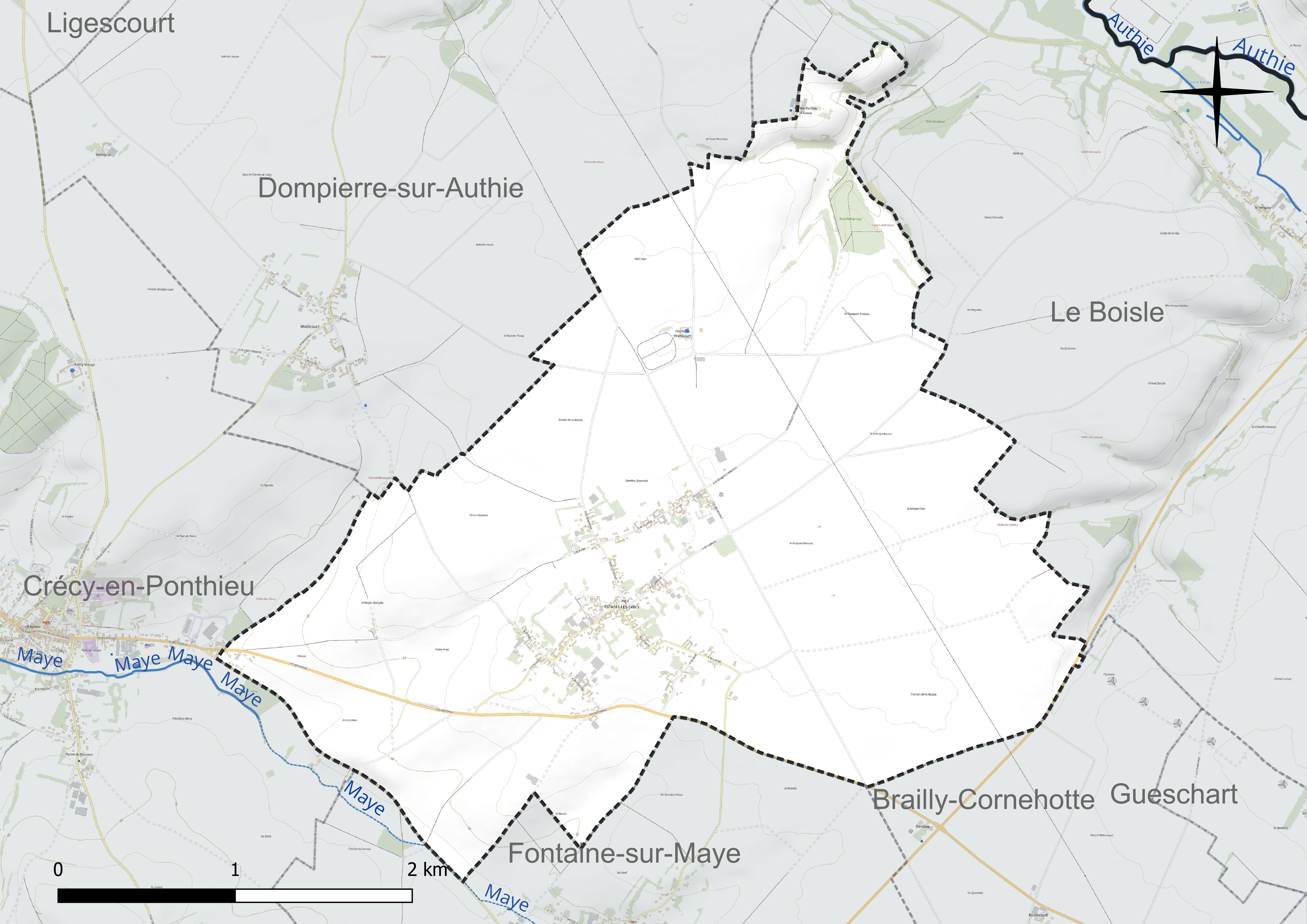
Réseau hydrographique d'Estrées-lès-Crécy.

### Climat
Pour des articles plus généraux, voir Climat des Hauts-de-France et Climat de la Somme.
En 2010, le climat de la commune est de type climat océanique franc, selon une étude du CNRS s'appuyant sur une série de données couvrant la période 1971-2000. En 2020, Météo-France publie une typologie des climats de la France métropolitaine dans laquelle la commune est exposée à un climat océanique et est dans la région climatique Côtes de la Manche orientale, caractérisée par un faible ensoleillement (1 550 h/an) ; forte humidité de l'air (plus de 20 h/jour avec humidité relative > 80 % en hiver), vents forts fréquents.
Pour la période 1971-2000, la température annuelle moyenne est de 10,1 °C, avec une amplitude thermique annuelle de 13,2 °C. Le cumul annuel moyen de précipitations est de 852 mm, avec 12,4 jours de précipitations en janvier et 8,5 jours en juillet. Pour la période 1991-2020, la température moyenne annuelle observée sur la station météorologique la plus proche, située sur la commune d'Abbeville à 18 km à vol d'oiseau, est de 11,0 °C et le cumul annuel moyen de précipitations est de 806,2 mm,. Pour l'avenir, les paramètres climatiques de la commune estimés pour 2050 selon différents scénarios d'émission de gaz à effet de serre sont consultables sur un site dédié publié par Météo-France en novembre 2022.

## Urbanisme

### Typologie
Au 1er janvier 2024, Estrées-lès-Crécy est catégorisée commune rurale à habitat dispersé, selon la nouvelle grille communale de densité à sept niveaux définie par l'Insee en 2022.
Elle est située hors unité urbaine. Par ailleurs la commune fait partie de l'aire d'attraction d'Abbeville, dont elle est une commune de la couronne,. Cette aire, qui regroupe 73 communes, est catégorisée dans les aires de 50 000 à moins de 200 000 habitants,.

### Occupation des sols
L'occupation des sols de la commune, telle qu'elle ressort de la base de données européenne d'occupation biophysique des sols Corine Land Cover (CLC), est marquée par l'importance des territoires agricoles (95,1 % en 2018), une proportion identique à celle de 1990 (95,1 %). La répartition détaillée en 2018 est la suivante : 
terres arables (79,3 %), prairies (14 %), zones urbanisées (4,9 %), zones agricoles hétérogènes (1,9 %). L'évolution de l'occupation des sols de la commune et de ses infrastructures peut être observée sur les différentes représentations cartographiques du territoire : la carte de Cassini (XVIIIe siècle), la carte d'état-major (1820-1866) et les cartes ou photos aériennes de l'IGN pour la période actuelle (1950 à aujourd'hui).

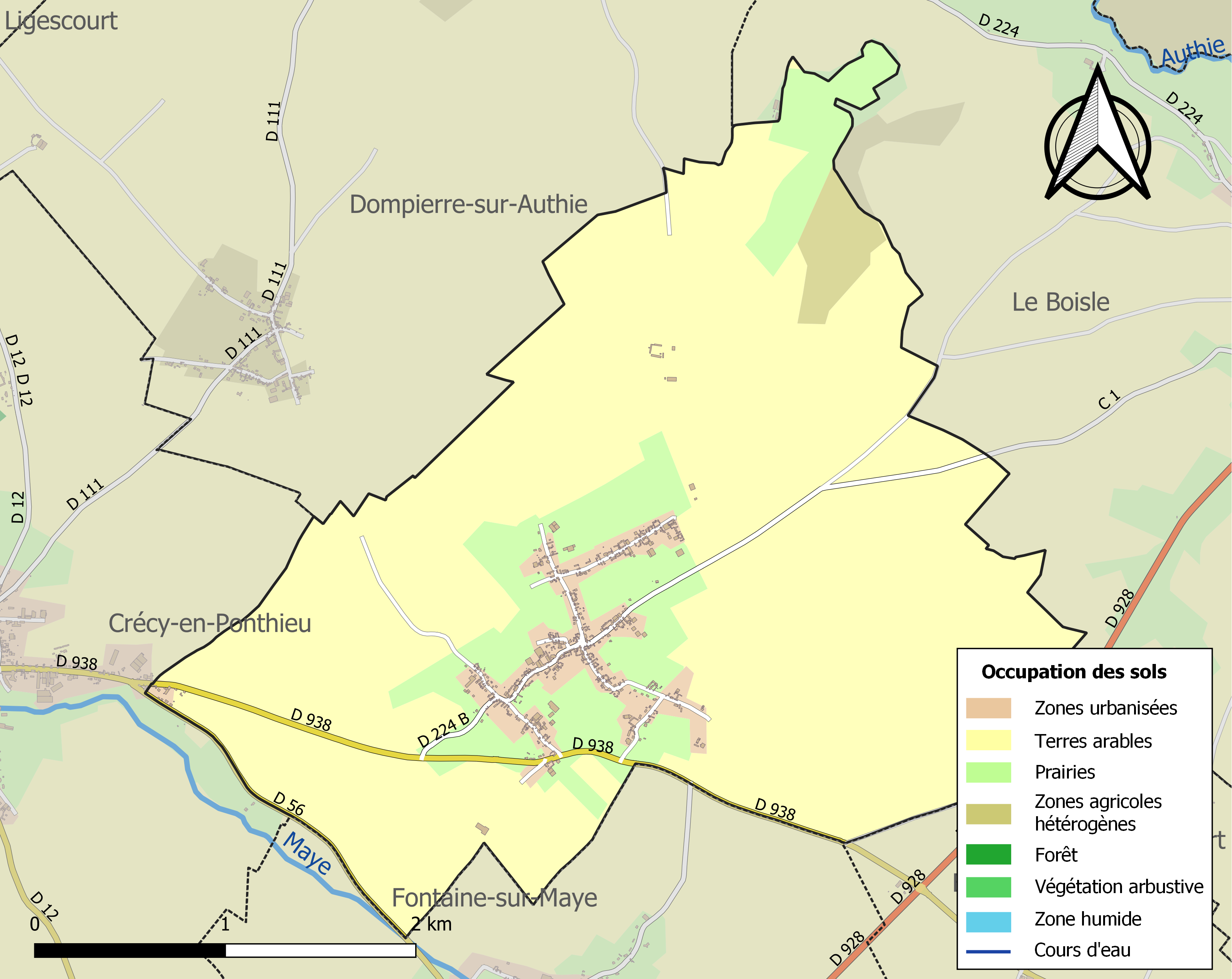
Carte des infrastructures et de l'occupation des sols de la commune en 2018 (CLC).

## Toponymie
En 1235, Strata est attesté, dans un cartulaire de Berteaucourt. Dès 1301, Estrées est relevé (Pouillé). L'Histoire ecclésiastique d'Abbeville mentionne Estrée-les-Cressy en 1646. En 1778, G. Delisle relève Estrée-Cauchie. La forme actuelle, Estrées-lès-Crécy, figure sur une carte d'état-major de 1836.
Estrée est un mot d'ancien français, issu du latin strata (via), qui désignait une « voie couverte de pierres plates », par opposition à rupta (via) > route. Il s'est conservé dans la plupart des langues romanes (cf. l'italien et le roumain strada) et a été emprunté par le germanique (cf. l'anglais street, l'allemand Straße et le néerlandais straat). Le mot estrée a disparu du français à la fin du Moyen Âge, mais il demeure dans un grand nombre de toponymes, particulièrement dans le Nord de la France, signalant la proximité d'une voie romaine.
Pour Estrées, il s'agit de la voie allant de Lyon à Boulogne-sur-Mer, dite chaussée Brunehaut.
La préposition « lès » permet de signifier la proximité d'un lieu géographique par rapport à un autre lieu. En règle générale, il s'agit d'une localité qui tient à se situer par rapport à une ville voisine plus grande. La commune française de Estrées indique qu'elle se situe près de Crécy.

## Histoire
- Des poteries romaines ont été découvertes à l'endroit où on suppose avoir été construites les premières habitations[4].
- En 1251, le seigneur du lieu est Bernard d'Amiens[20].
- Selon la tradition, l'église n'est que la chapelle d'un château disparu depuis très longtemps[4].
- Une partie de la bataille de Crécy, le 26 août 1346, s'est déroulée dans le vallon autrefois appelé Bulincamps et désigné depuis par « la vallée des Clercs »[4].
- En 1625, des soldats autrichiens ravagent le village. Les habitants s'illustrent dans les combats. Une nouvelle attaque, en août de la même année, conduit à l'incendie de toutes les maisons[4].
- Pendant la guerre de 1870-1871, la localité subit l'occupation allemande. Une contribution de guerre est imposée[4].

## Politique et administration

### Liste des maires
| Période                                  | Période                       | Identité            | Étiquette | Qualité                                                                                   |
| ---------------------------------------- | ----------------------------- | ------------------- | --------- | ----------------------------------------------------------------------------------------- |
| Les données manquantes sont à compléter. |                               |                     |           |                                                                                           |
| 1995                                     | avril 2014                    | Christiane Delannoy | Gauche    |                                                                                           |
| avril 2014                               | En cours (au 17 juillet 2020) | Isabelle Alexandre  | Droite    | Vice-présidente de la CC Ponthieu-Marquenterre (2017 → ) Réélue pour le mandat 2020-2026, |

### Distinctions et labels
- La commune est saluée pour son fleurissement remarquable et sera proposée en 2025 pour l'obtention d'une fleur au concours des villages, des villes et des maisons fleuris[24].

## Population et société

### Démographie
L'évolution du nombre d'habitants est connue à travers les recensements de la population effectués dans la commune depuis 1793. Pour les communes de moins de 10 000 habitants, une enquête de recensement portant sur toute la population est réalisée tous les cinq ans, les populations de référence des années intermédiaires étant quant à elles estimées par interpolation ou extrapolation. Pour la commune, le premier recensement exhaustif entrant dans le cadre du nouveau dispositif a été réalisé en 2005.

En 2022, la commune comptait 397 habitants, en évolution de +1,79 % par rapport à 2016 (Somme : −1,26 %, France hors Mayotte : +2,11 %).
| 1793 | 1800 | 1806 | 1821 | 1831 | 1836 | 1841 | 1846 | 1851 |
| ---- | ---- | ---- | ---- | ---- | ---- | ---- | ---- | ---- |
| 815  | 807  | 839  | 886  | 931  | 957  | 928  | 922  | 940  |

| 1856 | 1861 | 1866 | 1872 | 1876 | 1881 | 1886 | 1891 | 1896 |
| ---- | ---- | ---- | ---- | ---- | ---- | ---- | ---- | ---- |
| 938  | 930  | 927  | 874  | 855  | 788  | 783  | 710  | 659  |

| 1901 | 1906 | 1911 | 1921 | 1926 | 1931 | 1936 | 1946 | 1954 |
| ---- | ---- | ---- | ---- | ---- | ---- | ---- | ---- | ---- |
| 628  | 589  | 578  | 551  | 593  | 573  | 572  | 538  | 485  |

| 1962 | 1968 | 1975 | 1982 | 1990 | 1999 | 2005 | 2006 | 2010 |
| ---- | ---- | ---- | ---- | ---- | ---- | ---- | ---- | ---- |
| 444  | 406  | 380  | 358  | 353  | 362  | 370  | 370  | 382  |

| 2015 | 2020 | 2022 | - | - | - | - | - | - |
| ---- | ---- | ---- | - | - | - | - | - | - |
| 389  | 391  | 397  | - | - | - | - | - | - |

### Enseignement
En 1899, une centaine d'enfants sont accueillis dans les trois écoles : garçons, filles et maternelle.
La commune a possédé une école relevant de l'académie d'Amiens et de la zone B pour les vacances scolaires.
En 2016 et depuis plusieurs années, une cantine et une garderie complètent l'accueil scolaire local.
Les élèves de Ponches-Estruval et Dompierre-sur-Authie rejoignent ceux du village pour le repas du midi à la cantine.
En septembre 2019, l'école est fermée. Les élèves relèvent du regroupement concentré à Gueschart.

### Manifestations et festivités
- Depuis  1996, le village organise une manifestation médiévale de Noël.
- Un trail nocturne (course off) de 15 km est lancé en parallèle.

## Culture locale et patrimoine

### Lieux et monuments

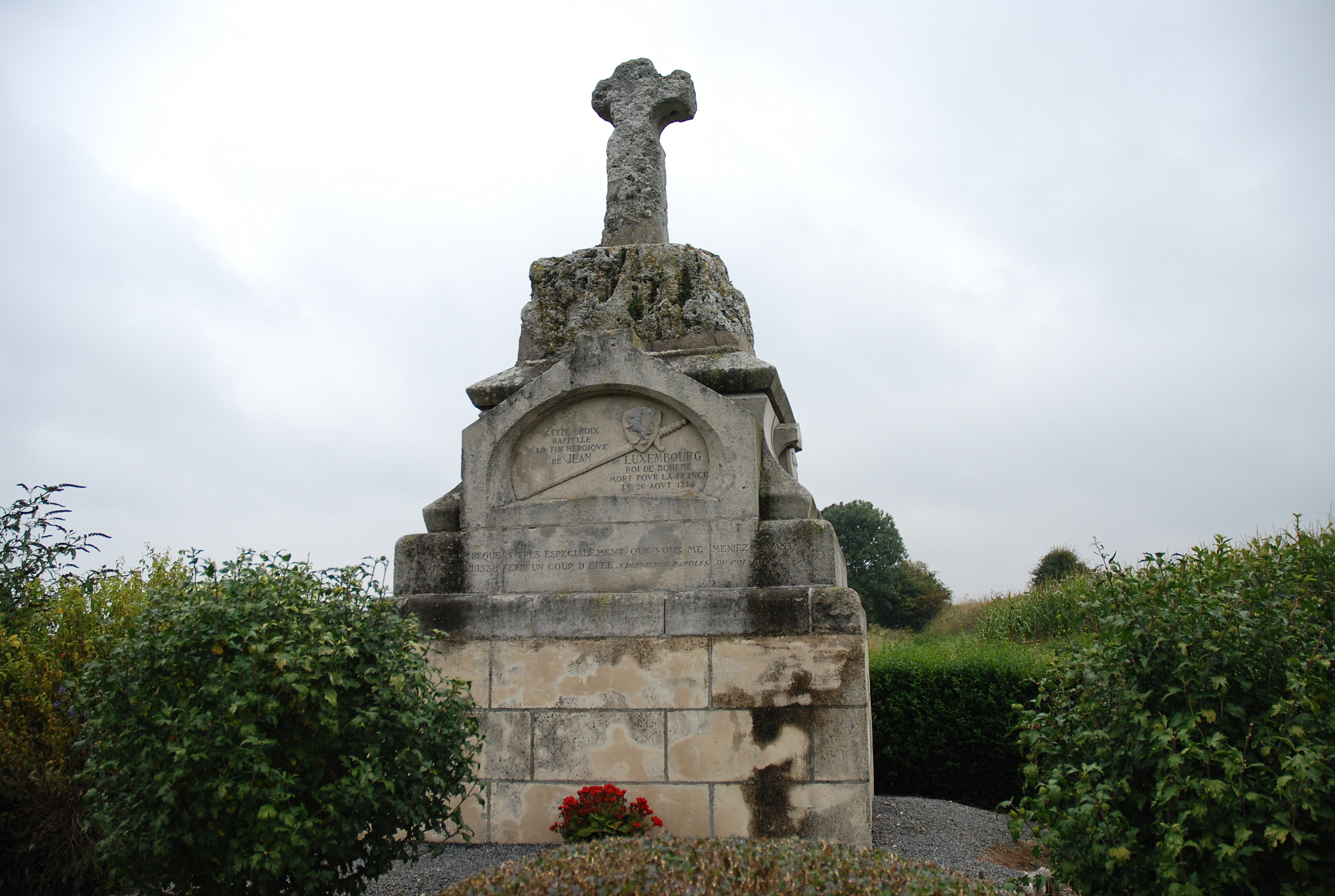
Croix de Bohême.
Église Notre-Dame-de-l'Assomption.
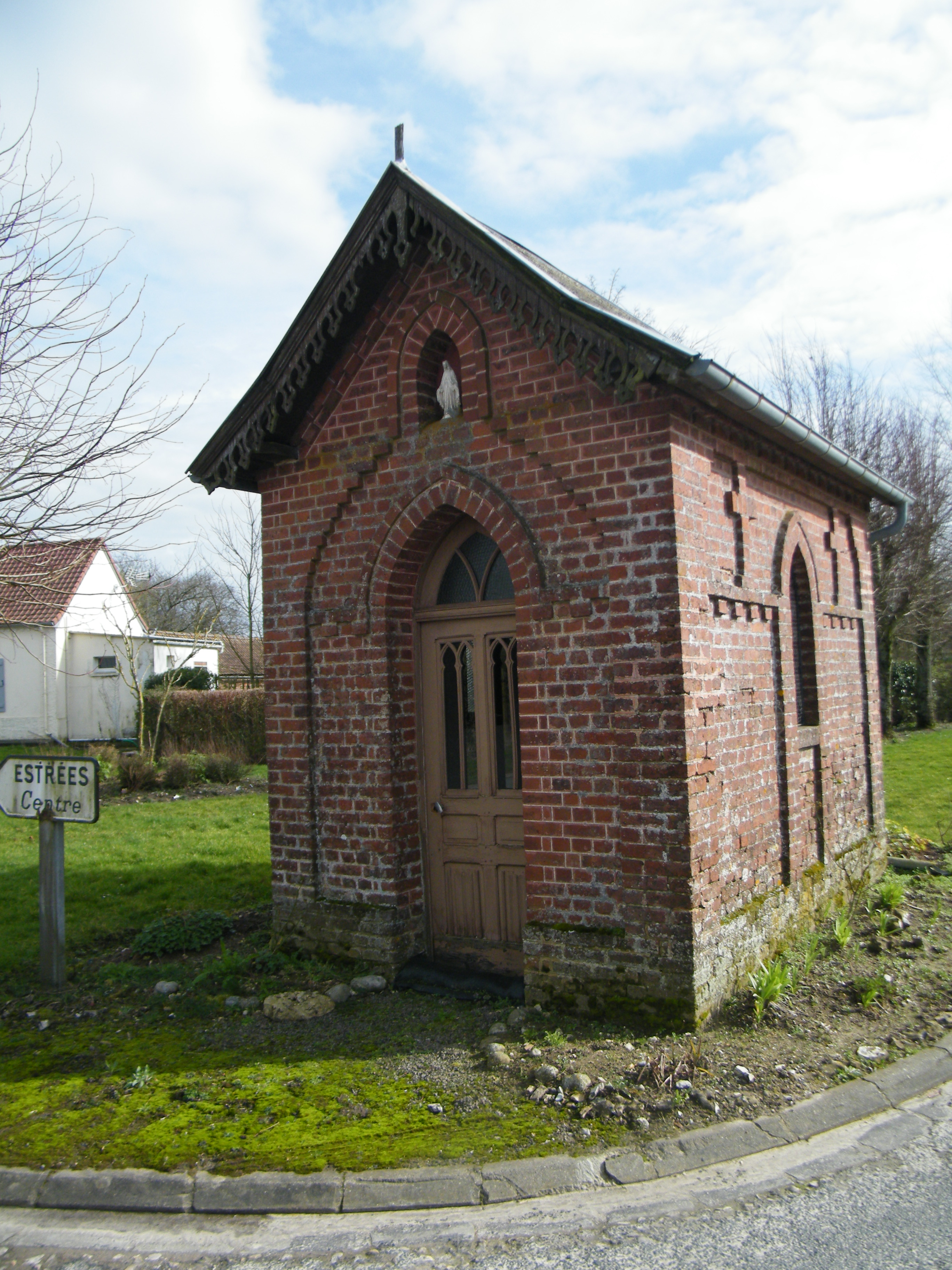
Chapelle Saint-Michel.

- Croix de Bohême, rappelant la bataille de Crécy[30],[31],[32]. Dressée en pleine campagne, sur le territoire de la commune d'Estrées-lès-Crécy, au bord la route de Fontaine-sur-Maye, sur les lieux supposés de la mort du roi de Bohême Jean Ier, cette croix, très ancienne et usée par l'érosion daterait du XIVe siècle. C'est le plus ancien monument commémoratif connu de la bataille de Crécy. Le monument fut légèrement déplacé et son socle rénové en 1902.
- Église Notre-Dame-de-l'Assomption, inscrite aux monuments historiques en 1926, Notice no PA00116147, sur la plateforme ouverte du patrimoine, base Mérimée, ministère français de la Culture.

- Monument aux morts pour la patrie, sur la place, devant la mairie.
- Chapelle Saint-Michel : petit oratoire en brique édifié au début du XXe siècle à la mémoire d'un fils disparu[33].

### Héraldique
| Blason de Estrées-lès-Crécy | Blason  | D'or à trois merlettes de sable. |
| Blason de Estrées-lès-Crécy | Détails | La blason a probablement été utilisé pour la première fois en 1902 pour le socle du monument érigé à la mémoire de Jean Ier de Luxembourg, la croix de Bohème (sans doute par confusion avec Estrée-Cauchy). Le statut officiel du blason reste à déterminer. |

### Personnalités liées à la commune
- Thibault Poissant (1605-1668), sculpteur et architecte, né à Estrées-lès-Crécy, ayant contribué aux églises de Reims (Marne) et des Andelys (Eure), au château de Saint-Fargeau (Yonne), ainsi qu'à Paris à l'église Saint-Sulpice, à l'hôtel Carnavalet et au palais des Tuileries.
- Maurice Poissant (1883-1969), homme politique français, né dans le village.
- Camille Choquier (né en 1941), footballeur français, né à Estrées-lès-Crécy.